# Thaia ghaurii
Thaia ghaurii är en insektsart som beskrevs av Irena Dworakowska 1970. Thaia ghaurii ingår i släktet Thaia och familjen dvärgstritar. Inga underarter finns listade i Catalogue of Life.